# Louise Mogensen
Louise Caroline Mogensen (født 9. januar 1973 i Vejle med pigenavnet Andersen) er en dansk økonom, der siden 2023 har været direktør for Finanstilsynet.
Hun har tidligere været direktør i Forenet Kredit, vicedirektør i Finans Danmark, kontorchef i Økonomi- og Erhvervsministeriet og ansat i Nationalbanken.

## Karriere
Mogensen blev uddannet økonom (cand.polit.) fra Københavns Universitet i 1997. De næste 13 år arbejdede hun i Danmarks Nationalbank i forskellige afdelinger som fuldmægtig, specialkonsulent og sidst prokurist. I 2010-2013 var hun kontorchef for det finansielle område i Økonomi- og Erhvervsministeriet, hvor kontoret undervejs efter en organisationsændring i departementerne skiftede til at høre under Erhvervs- og Vækstministeriet. I 2013-2016 var hun vicedirektør i Finansrådet (der i 2016 skiftede navn til Finans Danmark), og 2016-2023 var hun direktør for Forenet Kredit. I sin tid i Forenet Kredit var hun i en periode næstformand for Tænketanken Demokratisk Erhverv.

### Direktør for Finanstilsynet
I slutningen af september 2023 afløste Mogensen Jesper Berg i stillingen som direktør for Finanstilsynet, hvis femte direktør hun blev, siden tilsynet opstod i sin nuværende form i 1988. I begyndelsen af 2024 kritiserede Mogensen i Berlingske i sit første større avisinterview efter tiltrædelsen kvaliteten af bankernes rådgivning til deres kunder, som ikke altid er tilstrækkelig. Samtidig udtalte hun, at "selvom det ligger i rollen som tilsynsdirektør at være bekymret", var hun ikke særlig bekymret for den øjeblikkelige sundhed i det danske finansielle system.

## Privatliv
Fra 1999 til 2010 var Mogensen gift med den politiske kommentator Peter Mogensen. De lærte oprindelig hinanden at kende, da hun var studentermedhjælp for ham under hans ansættelse i Finansministeriet. De har tre børn sammen.